# Hans Zehetmayer
Johann Josef „Hans” Zehetmayer (ur. 28 kwietnia 1909 w Wiedniu, zm. 8 maja 1945 w Brnie) – austriacki bokser, mistrz Europy.
Startując w Mistrzostwach Europy w Budapeszcie w 1934, wywalczył złoty medal w kategorii półciężkiej (pokonał Romana Antczaka).
Uczestniczył w Igrzyskach Olimpijskich w Berlinie w 1936, walcząc w wadze średniej.